# アイデアのつくり方
『アイデアのつくり方』(アイデアのつくりかた、A Technique for Producing Ideas) は、アメリカ合衆国の実業家ジェームズ・ウェブ・ヤングが著した書籍。
原著の初版は1940年に出版され、途中改訂はしたものの、数十年間売れ続けている知的発想法のロングセラーである。
日本語版は今井茂雄の翻訳でTBSブリタニカから1988年に初版が発行されている。
著者のヤングは広告代理店の仕事を続ける中で新しいアイデアを継続的に生産し続ける必要があった。その生産方法を公式化して発表したのが本書である。ヤングによればアイデア作成の基礎となる原理とは
- アイデアとは既存の要素の新しい組み合わせ以外の何ものでもない
- 既存の要素を新しい組み合わせに導く才能は、物事の関連性を見つけ出す才能に依存するところが大きい

というふたつである。後者の才能は訓練で向上させることが可能である。ヤングは訓練の方法として、社会科学の書籍を読むことを勧めている。
アイデアの実際の生産は5つの段階を経由して行われる。
1. データ集め
2. データの咀嚼
3. データの組み合わせ
4. ユーレカ（発見した！）の瞬間
5. アイデアのチェック

## 本
- ジェームス・W・ヤング 『アイデアのつくり方』今井茂雄 訳（ティビーエス・ブリタニカ、1988年） ISBN 4484881047
- James Webb Young『アイデアのつくり方 (洋販ラダーシリーズ)』（アイビーシーパブリッシング、2005年） ISBN 489684095X